# Álvaro Reis
Álvaro Manuel Vicente Dos Reis (Torres Vedras, 10 oktober 1938) is een Portugees componist, muziekpedagoog, dirigent en hoboïst. 

## Levensloop
Reis werd op 12-jarige leeftijd lid van de Banda da Sociedade Filarmónica Ermegeirense. Op 18-jarige leeftijd werd hij hoboïst in de Banda de Música do Regimento de Infantaria 1. In 1966 werd hij verzet naar Lourenço Marques te Mozambique waar hij hoboïst werd in de Banda Militar de Moçambique. In deze tijd werkte hij mee als hoboïst in het Orquestra Rádio Clube de Moçambique en het Orquestra Cívica de Lourenço Marques. In 1975 kwam hij naar Portugal terug en werd geplaatst in de Banda do Regimento de Infantaria Operacional de Queluz (R.I.O.Q.). In 1977 werd hij hoboïst in het Orquestra Ligeira do Exército. Aldaar was hij ook assistent van de dirigent voor rond 1 1/2 jaar. 
In 1985 vertrok hij naar Funchal en werd interims-dirigent van de Banda de Música da Zona Militar da Madeira. In december 1986 was zijn functie aldaar beëindigd hij werd wederom hoboïst in de Banda de Música do Exército, maar ook docent voor compositie aan de militaire muziekacademie. In 1988 ging hij met pensioen. 
Tegenwoordig is hij docent aan de "Escola de Música o Sr. Fernando" en sinds 1976 dirigent van de Banda da Sociedade Filarmónica Ermegeirense. 
Als componist schreef hij werken voor harmonieorkest. 

## Composities

### Werken voor harmonieorkest
- 1990 Caldas Festival 90, concertmars
- 1999 Mãe de Deus, processiemars
- 2003-2004 Na Cruz, Por Nós !, treurmars
- 2006 Ermegeira Festival, concertmars
- 2006 Jorgabri
- 12 de Março, mars
- Amor de Mãe, processiemars
- Ares de Espanha, paso-doble
- Cem Anos, selectie
- Cláudia, concertmars
- Concerto no Parque, concertmars
- Coretos de Portugal
- Em Frente, militaire mars
- Fonte do Brejo, mars
- José e Maria, processiemars
- Jardim da Graça, concertmars
- Nossa Senhora das Candeias, processiemars
- O Centenário, mars
- Oito e Meia
- Penedo do Guincho, ouverture
- Senhora Nossa, processiemars
- Sons de Cá, concertmars
- Toca a Marchar, militaire mars
- Tributo a Carlos Paião, selectie
- Uma Noite em Lisboa, selectie
  1. Barco Negro
  2. Lisboa Menina e Moça
  3. Foi Deus
  4. Adeus